# Mauro Camoranesi
Mauro Germán Serra Camoranesi [kamoraˈneːzi] (* 4. Oktober 1976 in Tandil, Argentinien) ist ein ehemaliger argentinischer Fußballspieler und ein heutiger -trainer. Der Mittelfeldspieler nahm 2003 zusätzlich die italienische Staatsbürgerschaft an und spielte bis 2010 für die italienische Nationalmannschaft. Mit ihr wurde er 2006 in Deutschland Weltmeister.
Nach Vereinsstationen in Argentinien, Uruguay und Mexiko absolvierte er von 2000 bis 2010 insgesamt 274 Partien in der italienischen Serie A für Hellas Verona und Juventus Turin. Nach einem halben Jahr in der Bundesliga beim VfB Stuttgart kehrte Camoranesi nach Argentinien zurück, wo er beim CA Lanús und beim Racing Club seine Karriere ausklingen ließ.
Nach seiner Karriere als Spieler begann Camoranesi eine Trainerlaufbahn. Zunächst trainierte er Vereine in Argentinien und Mexiko. Nach einer dreijährigen Pause übernahm der Weltmeister in Slowenien den NK Tabor Sežana, bevor er im September 2020 Cheftrainer beim Erstligisten NK Maribor wurde.

## Karriere

### Im Verein
Camoranesi spielte zunächst für Santos Laguna (1996–1997) und den CD Cruz Azul (1998–2000) in Mexiko sowie beim Club Atlético Banfield (1997–1998) in seinem Geburtsland Argentinien. Im Jahr 2000 wechselte er nach Italien, wo er zunächst für Hellas Verona spielte.
Im Sommer 2002 wurde er von Rekordmeister Juventus Turin verpflichtet. Mit den Turinern gewann er 2003 die italienische Meisterschaft. Nachdem Juventus aufgrund des Manipulationsskandals nach der Saison 2005/06 in die Serie B hatte absteigen müssen, machten Transfergerüchte um Camoranesi die Runde. Die Fans der Bianconeri stellten Camoranesis Loyalität zum Verein in Frage und er wurde zu Beginn der Spielzeit 2006/07 von Juventus-Fans ausgepfiffen. Mit guten Leistungen eroberte er sich im Saisonverlauf jedoch den Respekt der Fans zurück und war Stammspieler im Team von Didier Deschamps, das den direkten Wiederaufstieg schaffte. Im Juli 2007 wurde seine Vertragslaufzeit bis 2010 verlängert, und 2008 um ein weiteres Jahr. Am 7. August 2010 löste Camoranesi seinen Vertrag bei den Turinern auf, nachdem er dort nicht mehr zum Einsatz gekommen war.
Nachdem die Gazzetta dello Sport auf einen Wechsel von Camoranesi in die Premier League zu Birmingham City spekuliert hatte, unterschrieb er Ende August 2010 in der Bundesliga beim VfB Stuttgart einen Einjahresvertrag mit einer Option für eine weitere Spielzeit. Von September bis Dezember 2010 kam er in insgesamt sieben Bundesligaspielen, einem DFB-Pokalspiel und sechs Europa-League-Gruppenspielen zum Einsatz, nach denen er mit dem VfB als Gruppensieger in die nächste Runde einzog. Dort kam er aber nicht mehr zum Einsatz – am 26. Januar 2011 wurde sein Vertrag aufgelöst. In seinen rund fünf Monaten beim VfB hatte Camoranesi unter drei Trainern (Christian Gross, Jens Keller und Bruno Labbadia) trainiert und sich nie einen Stammplatz erarbeiten können. Seine Zeit in Stuttgart wurde als „teures Missverständnis“ bewertet. Camoranesi kehrte nach Argentinien zurück.
Am 3. Februar 2011 schloss er sich CA Lanús an und erarbeitete sich dort einen Stammplatz, fiel allerdings auch durch seine Disziplinlosigkeit auf. Im Juli 2012 wechselte er innerhalb der Liga zum Racing Club, war dort allerdings kein Stammspieler.
Im Jahr 2014 beendete Camoranesi seine Karriere als Spieler.

### In der Nationalmannschaft
Camoranesi stammt aus Argentinien, doch da seine Vorfahren aus Italien stammen und er kein Spiel für die argentinische Nationalmannschaft absolviert hatte, war er für die italienische Nationalelf spielberechtigt. Im Jahre 2003 nahm er zusätzlich die italienische Staatsbürgerschaft an. Sein erstes Spiel für die Squadra Azzurra absolvierte er am 12. Februar 2003 unter Giovanni Trapattoni beim 1:0-Sieg im Freundschaftsspiel in Genua gegen Portugal. In der Qualifikation für die Europameisterschaft 2004 in Portugal kam er zu fünf Einsätzen und qualifizierte sich mit den Italienern in der Folge als Gruppensieger für die Endrunde. Da kam er in den Gruppenspielen gegen Dänemark und Schweden zum Einsatz und schied als Gruppendritter aus.
Auch in der Qualifikation für die Weltmeisterschaftsendrunde 2006 in Deutschland war Camoranesi in sechs Partien zum Einsatz gekommen. Nachdem sich die Squadra Azzurra als Gruppensieger für die Endrunde qualifizierte, kam er in der Folge unter Marcello Lippi, der nach der EM 2004 die Nachfolge von Trapattoni antrat, zu fünf Einsätzen und wurde durch einen Sieg nach Elfmeterschießen im Finale gegen Frankreich, Weltmeister. Nach erfolgter Qualifikation für die Europameisterschaft 2008 in Österreich und der Schweiz – Mauro Camoranesi kam zu sieben Einsätzen – nominierte Lippis Nachfolger Roberto Donadoni ihn für den italienischen Kader und setzte ihn allen drei Gruppenpartien ein. Dabei qualifizierten sich die Italiener als Gruppenzweiter für das Viertelfinale und schieden dort gegen den späteren Titelträger Spanien aus, hierbei wurde Camoranesi für Simone Perrotta eingewechselt. Als Weltmeister 2006 war die italienische Nationalmannschaft für den FIFA-Konföderationen-Pokal 2009 in Südafrika qualifiziert und Trainer Marcello Lippi, der nach der EM 2008 wieder Trainer der italienischen Nationalmannschaft wurde, berief ihn für den Kader für das Testturnier für die Weltmeisterschaftsendrunde. Dabei kam Mauro Camoranesi in zwei Partien zum Einsatz und schied nach der Gruppenphase aus. Auch bei der WM-Endrunde im folgenden Jahr in Südafrika war er nach sechs Qualifikationsspielen mit von der Partie und auch dieses Mal schied Italien nach der Gruppenphase aus. Nach dem Turnier wurde er vom neuen Nationaltrainer Cesare Prandelli nicht mehr nominiert.

### Trainerlaufbahn
Im Jahr 2015 war Camoranesi für eine kurze Zeit Trainer in Mexiko bei Coras de Tepic. Später übernahm er in Argentinien den Club Atlético Tigre und einige Zeit später wieder in Mexiko Cafetaleros de Chiapas. In der Folge war er drei Jahre ohne Trainertätigkeit, ehe er nach Slowenien ging und das Traineramt bei NK Tabor Sežana übernahm. Zwischen 2020 und 2021 betreute er den slowenischen Erstligisten NK Maribor. Von Juni 2023 bis 2024 war Camoranesi Trainer beim maltesischen Klub FC Floriana.

## Erfolge
In der Nationalmannschaft
- Weltmeister: 2006

Im Verein
- Champions-League-Finalist: 2002/03
- Italienischer Meister: 2002/03, 2004/05*, 2005/06*
- Italienischer Serie-B-Meister: 2006/07
- Italienischer Supercupsieger: 2003

* aberkannt im Rahmen des italienischen Fußball-Skandals 2005/2006
Individuell
- Offizier des Verdienstordens der Italienischen Republik: 2006
- Guerin d’Oro: 2008